# Amaranthin
Amaranthin ist ein pflanzlicher Farbstoff aus der Gruppe der Betacyane. Es handelt sich um ein Glycosid, die Zuckerkomponente besteht aus einer Einheit Glucose und einer Einheit Glucuronsäure.

## Vorkommen

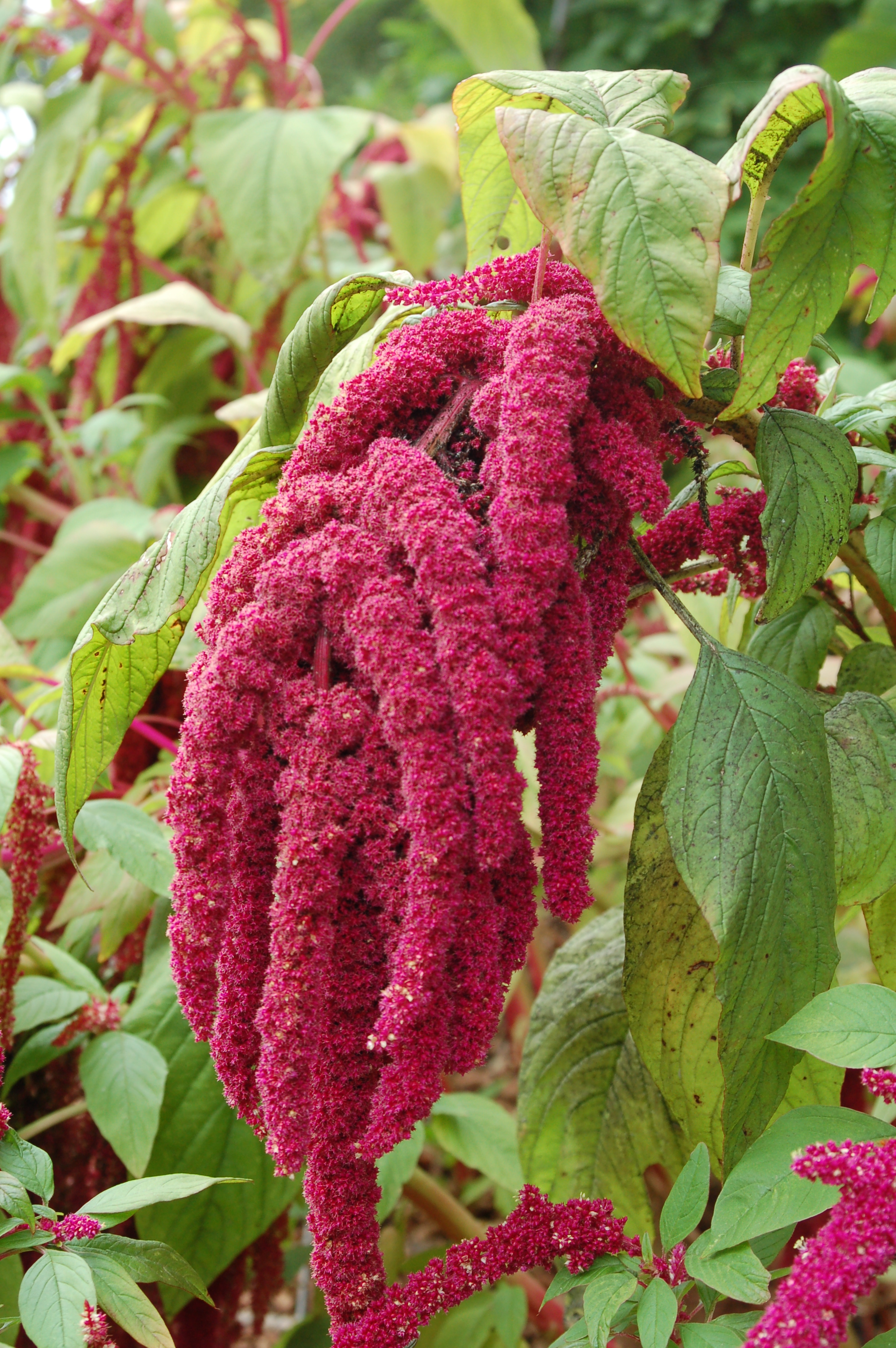
Amaranthin ist für die Farbe des Garten-Fuchsschwanzes verantwortlich

Amaranthin kommt in verschiedenen Arten in der Familie der Fuchsschwanzgewächse vor. Dazu gehören der Silber-Brandschopf (Celosia argentea) und verschiedene Arten der Gattung Amaranthus: Garten-Fuchsschwanz (A. caudatus), Gemüseamaranth (A. tricolor), Rispen-Fuchsschwanz (A. cruentus) und Trauer-Amaranth (A. hypochondriacus).

## Biosynthese
Die Biosynthese in Celosia argentea wurde untersucht. Sie geht vermutlich von Tyrosin aus, das zunächst zu DOPA umgesetzt und dann cyclisiert wird. Cyclo-DOPA wird dann schrittweise glycosyliert und das Produkt im letzten Schritt mit Betalaminsäure zum Amaranthin umgesetzt. Auch in Amaranthus caudatus wurde durch Isotopenmarkierung nachgewiesen, dass die Edukte der Biosynthese Tyrosin und DOPA sind.

## Synthese
Amaranthin kann in Zellkulturen des Roten Gänsefuß produziert werden.

## Externe Links zu erwähnten Verbindungen
1. ↑  Externe Identifikatoren von bzw. Datenbank-Links zu Cyclo-DOPA:  CAS-Nr.: 18766-67-1, PubChem: 161255, ChemSpider: 141655, Wikidata: Q15491505.
2. ↑  Externe Identifikatoren von bzw. Datenbank-Links zu Betalaminsäure:  CAS-Nr.: 18766-66-0, PubChem: 5281176, ChemSpider: 4444614, Wikidata: Q27103157.